# Mohamed Badía
Mohamed Badía (en árabe, محمد بدیع) fue el octavo guía general (presidente) de los Hermanos Musulmanes de Egipto desde 2010 hasta su encarcelación y reemplazamiento en 2013.
Antes de convertirse en guía general, Badía había sido miembro del consejo de gobierno del grupo, la Oficina de Orientación, desde 1996.

## Biografía
Badía nació en la ciudad industrial de El-Mahalla El-Kubra el 7 de agosto de 1943. Se licenció en medicina veterinaria en El Cairo en 1965. Ese mismo año, fue detenido por primera vez por sus vínculos con la Hermandad Musulmana durante una redada a nivel nacional de activistas. Fue condenado a 15 años de prisión por un tribunal militar.
Recibió libertad condicional, junto con casi todos los demás prisioneros de la Hermandad, en 1974 por el nuevo presidente egipcio, Anwar al-Sadat. Badía continuó sus estudios y comenzó una carrera docente en varias universidades egipcias.
Más tarde, Badía volvió a su actividad política y se convirtió en miembro de la oficina administrativa de la Hermandad en Mahalla El-Kubra, para después llegar a liderar dicha rama. Entre 1986 y 1990, fue miembro de la oficina administrativa de Beni Suef. 
En 1993, Badía se convirtió en miembro del consejo de gobierno del grupo, la Oficina de Orientación y, en 2012, fue nombrado líder supremo de la Hermandad Musulmana, reemplazando a Muhammad Mahdi Akef. Paralelamente, siguió trabajando como profesor de patología en la escuela de veterinaria de la Universidad de Beni Suef.
Tras el Golpe de Estado en Egipto de 2013 en julio de 2013 que derrocó al entonces presidente del país, el islamista y miembro de la Hermandad Mohamed Morsi, Badía pasó a ser buscado por las nuevas autoridades junto con otros líderes de la Hermandad, Badía se escondió junto con miles de manifestantes de la Hermandad en la acampada de Raba al Adawiya, hasta que finalmente el 20 de agosto fue arrestado acusado de "incitar al asesinato de manifestantes".